# Ефимов, Константин Валерианович
Константи́н Валериа́нович Ефи́мов (31 декабря 1918, Звенигово, Чебоксарский уезд, Казанская губерния, РСФСР — 24 ноября 1989, Йошкар-Ола, Марийская АССР, СССР) — марийский советский журналист, член Союза журналистов СССР. Заместитель редактора республиканской газеты Марийской АССР «Марийская правда» (1967—1979). Заслуженный работник культуры РСФСР (1970), заслуженный работник культуры Марийской АССР (1966). Участник Великой Отечественной войны. Член ВКП(б).

## Биография
Родился 31 декабря 1918 года в с. Звенигово (ныне г. Звенигово Марий Эл) в семье рабочих судоремонтно-судостроительного завода имени С. Н. Бутякова. В 1941 году окончил Марийский педагогический институт им. Н. К. Крупской.
9 августа 1941 года призван в РККА. Участник Великой Отечественной войны: командир взвода связи запасного артиллерийского полка в Московском военном округе, лейтенант. Демобилизовался 28 августа 1946 года. За боевые заслуги в 1944 году награждён орденом Отечественной войны II степени.
В 1953 году приехал в г. Йошкар-Олу Марийской АССР, начал журналистскую работу в газете «Марийская правда»: собкор, заведующий отделом, ответственный секретарь редакции, в 1967—1979 годах — заместитель редактора. Известность получил как публицист и фельетонист.
За заслуги в развитии печати в 1966 году ему присвоено почётное звание «Заслуженный работник культуры Марийской АССР», в 1970 году — звание «Заслуженный работник культуры РСФСР». Также награждён почётными грамотами Президиума Верховного Совета Марийской АССР (1957, 1962, 1968, 1978).
Умер 24 ноября 1989 года в Йошкар-Оле.

## Награды и звания
- Орден Отечественной войны II степени (19.07.1944)[4][5]
- Медаль «За победу над Германией в Великой Отечественной войне 1941—1945 гг.» (09.05.1945)[3][4]
- Юбилейная медаль «За доблестный труд. В ознаменование 100-летия со дня рождения Владимира Ильича Ленина»
- Почётная грамота Президиума Верховного Совета Марийской АССР (1957, 1962, 1968, 1978)[1][2]
- Заслуженный работник культуры РСФСР (1970)[1][2]
- Заслуженный работник культуры Марийской АССР (1966)[1][2]